# クリス・ウィルコックス
クリス・ウィルコックス（Chris Ray Wilcox、1982年9月3日 - ）はアメリカ合衆国ノースカロライナ州ローリー出身の元バスケットボール選手。身長208cm、体重106kg。主なポジションはパワーフォワード。

## 経歴
メリーランド大学に進学したウィルコックスは2002年、スティーブ・ブレイク、フアン・ディクソンらとともに同大学初のNCAAトーナメント優勝を果たす。
2002年のNBAドラフトでロサンゼルス・クリッパーズから全体8位で指名されてNBA入り。クリッパーズでは目立った成績を残せなかったが、2006年2月14日にウラジミール・ラドマノビッチとのトレードでシアトル・スーパーソニックスに移籍する
と纏まった出場時間を与えられるようになり、それに伴って成績も改善した。2006年4月4日のヒューストン・ロケッツ戦ではキャリアハイとなる24リバウンドをマークした。これはシアトルのチーム記録1試合25リバウンドまであと1つに迫る記録であった。
2009年2月19日、マリック・ローズとのトレードでニューヨーク・ニックスに移籍した。同年7月22日、デトロイト・ピストンズと複数年契約を結んだ。
2011年12月9日、ボストン・セルティックスと契約を結んだ。

## プレイスタイル
運動能力に優れたビッグマン。走れて跳べる能力を活かしてリバウンド争いに参加するほか、フィニッシャーとしての役割もこなす。アウトサイドからのシュートは苦手としており、跳躍力に比べてブロックが少ないなどの課題も抱えている。

## 個人成績

### NBAレギュラーシーズン
| シーズン | チーム | GP  | GS  | MPG  | FG%  | 3P%  | FT%  | RPG | APG | SPG | BPG | TO   | PPG  |
| -------- | ------ | --- | --- | ---- | ---- | ---- | ---- | --- | --- | --- | --- | ---- | ---- |
| 2002–03  | LAC    | 46  | 3   | 10.4 | .521 | .000 | .500 | 2.3 | .5  | .2  | .3  | 0.57 | 3.7  |
| 2003–04  | LAC    | 65  | 17  | 20.6 | .521 | .000 | .700 | 4.7 | .8  | .4  | .3  | 1.23 | 8.6  |
| 2004–05  | LAC    | 54  | 25  | 18.6 | .514 | .000 | .611 | 4.2 | .7  | .5  | .4  | 1.43 | 7.9  |
| 2005–06  | LAC    | 48  | 1   | 13.7 | .536 | .000 | .644 | 3.6 | .4  | .3  | .4  | 0.67 | 4.5  |
| 2005–06  | SEA    | 29  | 23  | 30.1 | .592 | .000 | .787 | 8.2 | 1.2 | .6  | .4  | 1.38 | 14.1 |
| 2006–07  | SEA    | 82  | 81  | 31.5 | .529 | .000 | .684 | 7.7 | 1.0 | .9  | .5  | 1.55 | 13.5 |
| 2007–08  | SEA    | 62  | 55  | 28.0 | .524 | .000 | .645 | 7.0 | 1.2 | .7  | .6  | 1.66 | 13.4 |
| Career   |        | 386 | 205 | 22.5 | .531 | .000 | .666 | 5.5 | .8  | .6  | .4  | 1.27 | 9.6  |